# Christian Constant
Pour les articles homonymes, voir Constant.
Christian Constant né le 18 mai 1950 à Montauban, est un chef cuisinier français.

## Biographie

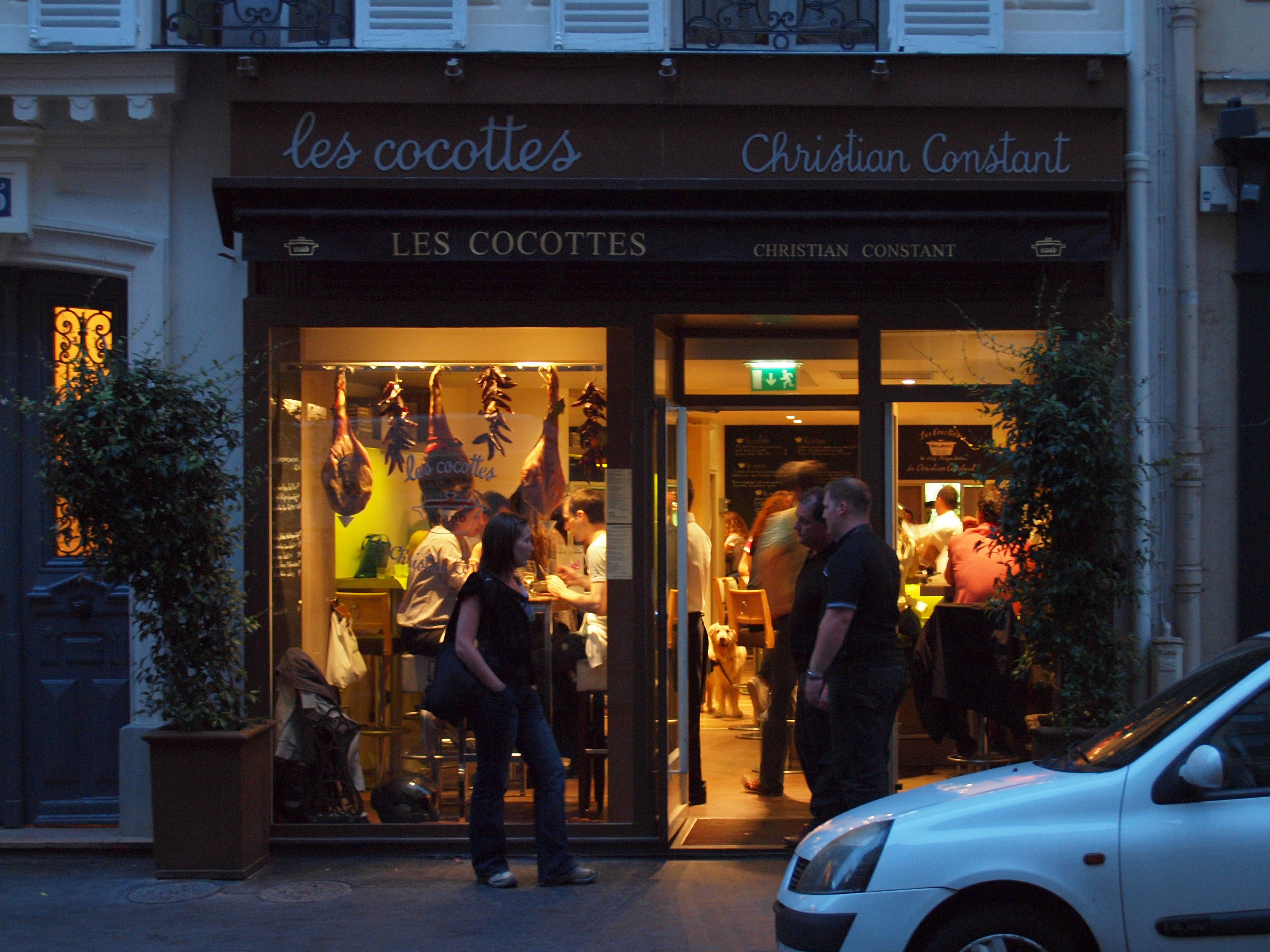
Façade du restaurant Les Cocottes de Christian Constant, situé à deux pas de son restaurant étoilé Le Violon d'Ingres.

Il obtient son premier poste comme chef cuisinier au Crillon, à Paris, en 1988, avant de travailler également au Ritz. Il ouvre son premier restaurant, Le Violon d’Ingres - une étoile au Michelin - en 1996.  Aujourd’hui, il est à la tête de six restaurants.
Il possède six restaurants, quatre à Paris, et deux dans son Sud-Ouest natal (à Toulouse et à Montech), avec chacun leur style et leur chef : Le Violon d'Ingres, Le Café Constant, Les Cocottes Tour Eiffel, Les Cocottes Arc-de-Triomphe, deux restaurants offrant des recettes traditionnelles cuites dans des cocottes en fonte comme sa cocotte de pigeons aux petits pois à la française.
Il est aussi le propriétaire, depuis le 8 juin 2011, de la brasserie Le Bibent située à Toulouse et du Bistrot Constant à Montech, depuis novembre 2014.
Depuis 1984, il est membre de l'Académie culinaire de France (fauteuil d'Émile Bernard).
Entre 2019 et 2021, Christian Constant vend plusieurs de ses établissements : Le Violon d’Ingres et Les Cocottes (rue Saint-Dominique, Paris) au restaurateur Bertrand Bluy puis le Café Constant à Cyril Lignac et le Bibent à Toulouse,.

## Télévision
De 1987 à 1990, il a fait partie des invités de l'émission culinaire hebdomadaire « Quand c'est bon ?... Il n'y a pas meilleur ! » diffusée sur FR3 et animée par François Roboth.
En 1995, il participe dans le jeu télévisé Fort Boyard sur France 2 pour l'association La mie de pain, aux côtés de Guy Legay, Manuel Martinez, Ghislaine Arabian et deux anonymes, Jean-Laurent Greco et Sandra Tardet.
De 2010 à 2014, il a été membre du jury de l'émission Top Chef sur M6 avec Ghislaine Arabian, Thierry Marx et Jean-François Piège. Il est invité occasionnellement lors des saisons suivantes.
- 2010 : Top Chef, M6 : juré de la saison 1
- 2011 : Top Chef, M6 : juré de la saison 2
- 2012 : Top Chef, M6 : juré de la saison 3
- 2013 : Top Chef, M6 : juré de la saison 4
- 2014 : Top Chef, M6 : juré de la saison 5
- 2015 : Top Chef, M6 : juré d'une épreuve de la saison 6[7]
- 2016 : Top Chef, M6 : juré d'une épreuve de la saison 7[8]
- 2019 : Top Chef, M6 : coach d'une épreuve de la saison 10[9]
- 2022 : Masterchef, France 2

## Distinctions
- 1986 : Médaille d’Argent de la Ville de Paris
- Chevalier de l'ordre des Palmes académiques en 2012
- Commandeur de l'ordre des Arts et des Lettres en 2007
- Commandeur de l'ordre du Mérite agricole le 31 janvier 2019[10]